# Centre hospitalier universitaire de Martinique
Le Centre Hospitalier Universitaire de Martinique  (CHU de Martinique ou CHUM) est un Centre Hospitalier Universitaire d'une capacité totale de 1506 lits en 2017. Situé à Fort-de-France, sur l'ile de la Martinique

## Description
Le CHU de Martinique est un établissement de référence dans les Caraïbes avec un personnel de 5610 agents dont 670 médecins. Le CHU comporte une école interrégionale de sage-femme, un Institut de Formation en Soins Infirmiers, un Institut de Formation d’Aide-Soignant, un Institut de Formation en Masso-Kinésithérapie et une école interrégionale d’infirmier de bloc opératoire. 
Il est composé de 6 sites :
- L’hôpital Pierre Zobda-Quitman
- La Maison de la Femme de la Mère et de l’Enfant
- L’hôpital du Lamentin / Mangot Vulcin
- L’hôpital Louis Domergue de Trinité
- L’hôpital Clarac

En 2017, L'Agence régionale de santé (ARS) de Martinique place le CHU sous administration provisoire en raison d'importants problèmes financiers.